# Nassau (Lahn)

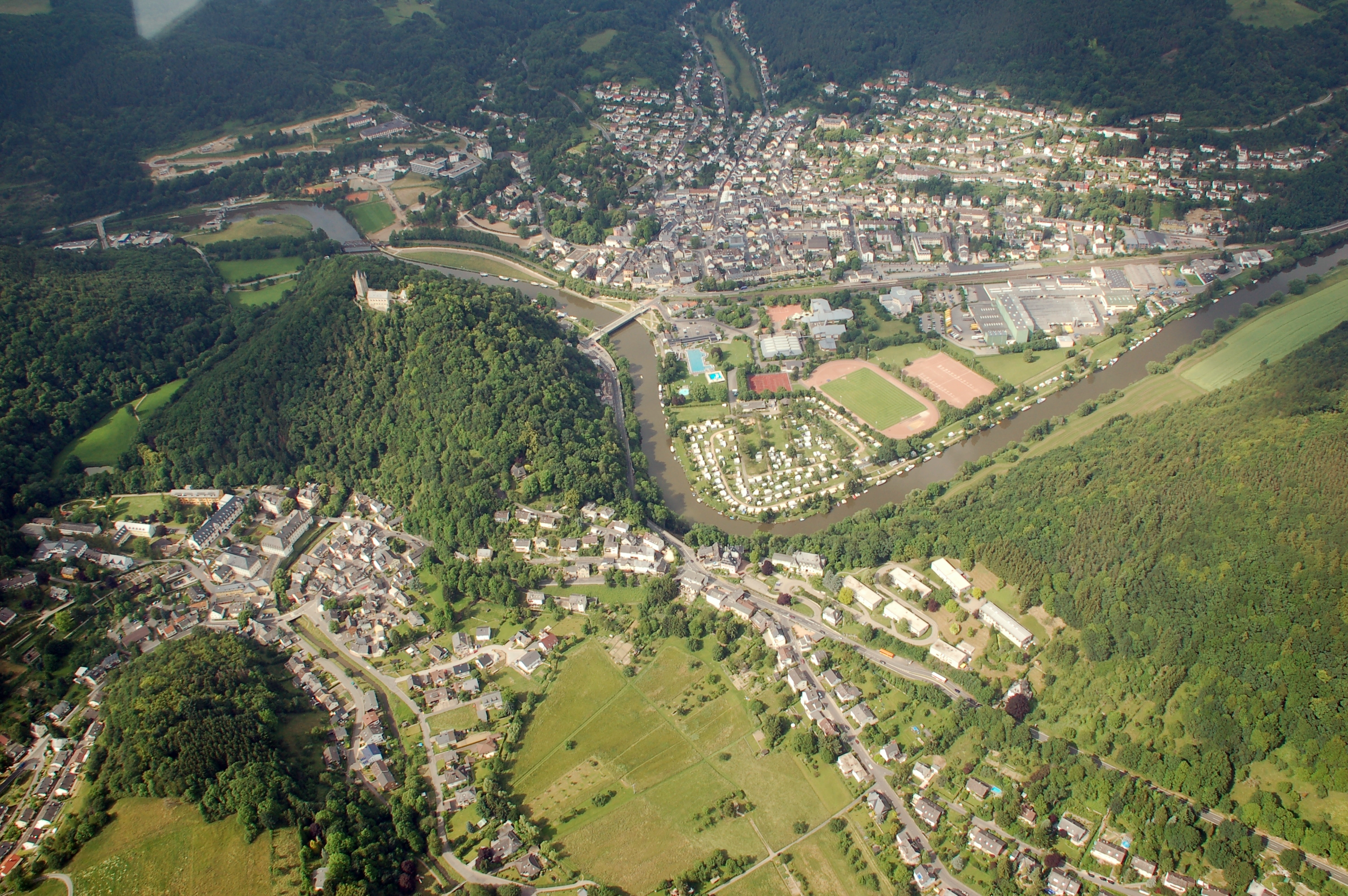
Luftaufnahme 2007

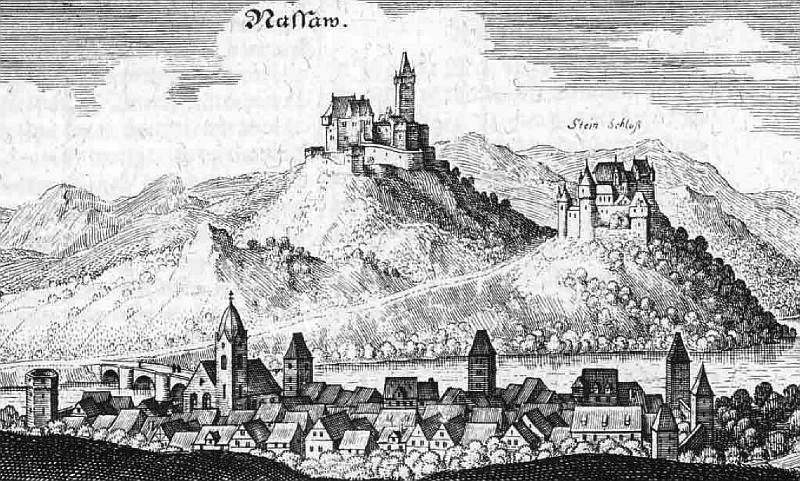
Nassau – Auszug aus der Topographia Hassiae von Matthäus Merian 1655

Nassau ist eine Stadt im Rhein-Lahn-Kreis in Rheinland-Pfalz und gehört zur Verbandsgemeinde Bad Ems-Nassau. Nassau ist ein staatlich anerkannter Luftkurort und gemäß Landesplanung als Grundzentrum ausgewiesen. Die Stadt ist kirchlich dem Bistum Limburg (römisch-katholisch) bzw. der Evangelischen Kirche in Hessen und Nassau zugeordnet.

## Geografie
Die Stadt ist im Lahntal zwischen den Städten Koblenz, Bad Ems und Limburg an der Lahn eingebettet und liegt an der deutsch-niederländischen Ferienstraße Oranier-Route. Die Bundesstraße 260, auch Bäderstraße genannt, verbindet die Städte Wiesbaden, Schlangenbad und Bad Schwalbach über den Taunus hinweg zur Lahn mit Nassau und Bad Ems.
Sie gliedert sich in die Stadtteile Nassau und Bergnassau. Zum Stadtteil Nassau gehören auch die Wohnplätze Elisenhütte, Obergutenau, Schützenhaus, Untergutenau und Scheuern; zum Stadtteil Bergnassau die Wohnplätze Burg Nassau, Hühnerfarm, Koppelheck und Langau.

## Geschichte
Nassau wurde erstmals im Jahr 915 als dem Bischof von Worms gehöriger Gutshof als „Villa Nassova“ erwähnt. Damals handelte es sich um einen Fronhof des deutschen Königs Konrad I., Zentrum seines Guts- und Forstbezirks zwischen Sayn, Rhein und Lahn. Um 1100 erbauten die Grafen von Laurenburg die Burg Nassau, nach der ihre Nachkommen sich seit 1160 nannten. So wurde sie die Stammburg des Grafengeschlechts der Nassauer, das heute noch in Luxemburg und in den Niederlanden regiert. Über dieses Geschlecht und seine Mitglieder, vor allem den späteren englischen König Wilhelm III., wurde Nassau indirekt Namensgeber für viele andere Orte, darunter die Hauptstadt der Bahamas.
Mit der Verleihung der Stadtrechte am 26. Juli 1348 zusammen mit Dausenau und Scheuern durch Kaiser Karl IV. setzte für Nassau gegenüber den nicht gefreiten Dörfern der Umgebung eine deutliche Aufwärtsentwicklung ein. Handel und Gewerbe blühten auf, Nassau wurde Gerichtsstätte und erhielt „Rechte, Freiheiten, Ehre, Würde und Nutzen, wie andere Städte des Reiches“. 1359 folgte, im Zuge der Zerstörung der östlich von Nassau gelegenen Burg Neu-Langenau durch Kurtrier, der Ausbau der Stadtbefestigung mit Türmen und Mauern, von der bis heute noch zwei Türme und einige Mauerreste vorhanden sind.
Nassau war im Besitz verschiedener Linien des Hauses Nassau und gehörte ab 1806 zum neu errichteten Herzogtum Nassau, das 60 Jahre bestand und im Jahr 1866 von Preußen annektiert wurde. Bis zum Jahr 1885 war Nassau Amtsort im Amt Nassau und von 1868 bis zum Ende des Zweiten Weltkriegs Teil der preußischen Provinz Hessen-Nassau.
Am 2. Februar 1945 kam es zu einem ersten und am 19. März 1945 zu einem zweiten überraschenden Luftangriff durch alliierte Bomber auf Bad Nassau. Dies erfolgte, obwohl der Ort als Kur- und Lazarettstadt ausgewiesen und das Kurhaus-Dach sowie das Kölner Heim und das Nassauer Krankenhaus (Henrietten-Theresen-Stift) mit einem Roten Kreuz gekennzeichnet waren. Bei diesen beiden Großangriffen wurde die Innenstadt zu fast 80 Prozent durch Brandbomben (Phosphorbomben) zerstört und bis zu 300 Menschen verloren ihr Leben, davon geschätzte 100 im Bereich des bombardierten Kurhauses (250 Betten). Der Chefarzt, Ärzte, Schwestern sowie das gesamte Personal und viele nicht mehr identifizierbare Patienten fielen den Bomben zum Opfer. Später wurde das schwerstbeschädigte Kurhaus und Lazarett für verwundete Soldaten abgerissen und nicht wieder aufgebaut. Dies führte zur Aberkennung des Status einer Bäderstadt. Die Heilquelle in unmittelbarer Nähe der Lahn wurde von Fliegerbomben getroffen und ist seitdem versiegt. Als Grund für die beiden Luftangriffe wurde von den Alliierten angegeben, dass der Nassauer Bahnhof im ersten Quartal 1945 als Verladestation für Munition und Abschussrampen-Bauteile der V2-Rakete gedient hätte.
Seit 1946 ist der Ort Teil des Landes Rheinland-Pfalz. Der 1348 mitgefreite Ort Scheuern (erstmals 1163 als „Schura“ erwähnt) wurde mit Bergnassau (erstmalige Erwähnung 1262 als „Berg Eldig“) am 7. Juni 1969 in die Stadt Nassau eingemeindet. Die Verbandsgemeinde Nassau wurde im Jahr 1972 durch Landesgesetz gebildet und kam 2019 zur neuen Verbandsgemeinde Bad Ems-Nassau.

### Einwohnerstatistik
| Nassau: Einwohnerzahlen von 2012 bis 2024 | Nassau: Einwohnerzahlen von 2012 bis 2024 | Nassau: Einwohnerzahlen von 2012 bis 2024 | Nassau: Einwohnerzahlen von 2012 bis 2024 | Nassau: Einwohnerzahlen von 2012 bis 2024 |
| ----------------------------------------- | ----------------------------------------- | ----------------------------------------- | ----------------------------------------- | ----------------------------------------- |
| Jahr                                      |                                           |                                           |                                           | Einwohner                                 |
| 2012                                      | 2012                                      |                                           | 4.571                                     | 4.571                                     |
| 2015                                      | 2015                                      |                                           | 4.594                                     | 4.594                                     |
| 2020                                      | 2020                                      |                                           | 4.559                                     | 4.559                                     |
| 2024                                      | 2024                                      |                                           | 4.840                                     | 4.840                                     |
| Quelle(n): statistik.rlp.de               |                                           |                                           |                                           |                                           |

## Politik

### Stadtrat
Der Stadtrat in Nassau besteht aus 20 Ratsmitgliedern, die bei der Kommunalwahl am 9. Juni 2024 in einer personalisierten Verhältniswahl gewählt wurden, und dem ehrenamtlichen Stadtbürgermeister als Vorsitzendem.
Die Sitzverteilung im Stadtrat:
| Wahl | SPD | CDU | Grüne | FWG 1 | Gesamt   |
| ---- | --- | --- | ----- | ----- | -------- |
| 2024 | 7   | 4   | –     | 9     | 20 Sitze |
| 2019 | 7   | 4   | 1     | 8     | 20 Sitze |
| 2014 | 6   | 6   | –     | 8     | 20 Sitze |
| 2009 | 7   | 5   | –     | 8     | 20 Sitze |
| 2004 | 8   | 8   | –     | 6     | 22 Sitze |

### Stadtbürgermeister
Stadtbürgermeister ist der am 16. Juni 2019 direkt gewählte Manuel Liguori (SPD). Die Entscheidung fiel in einer Stichwahl, da bei der Direktwahl am 26. Mai 2019 keiner der ursprünglich drei Bewerber eine ausreichende Mehrheit erreicht hatte. Er trat das Amt am 9. Juli 2019 an. Seit Juli 2022 ist er zudem Mitglied des Landtags Rheinland-Pfalz. Bei der Direktwahl am 9. Juni 2024 wurde er als einziger Bewerber mit einem Stimmenanteil von 81,7 % für weitere fünf Jahre in seinem Amt als Stadtbürgermeister bestätigt.
Bürgermeister
- 1867–1905: Christian Epstein[12]
- 1906–1920: Bernhard Hasenclever
- 1945–0000: Bernhard Hasenclever

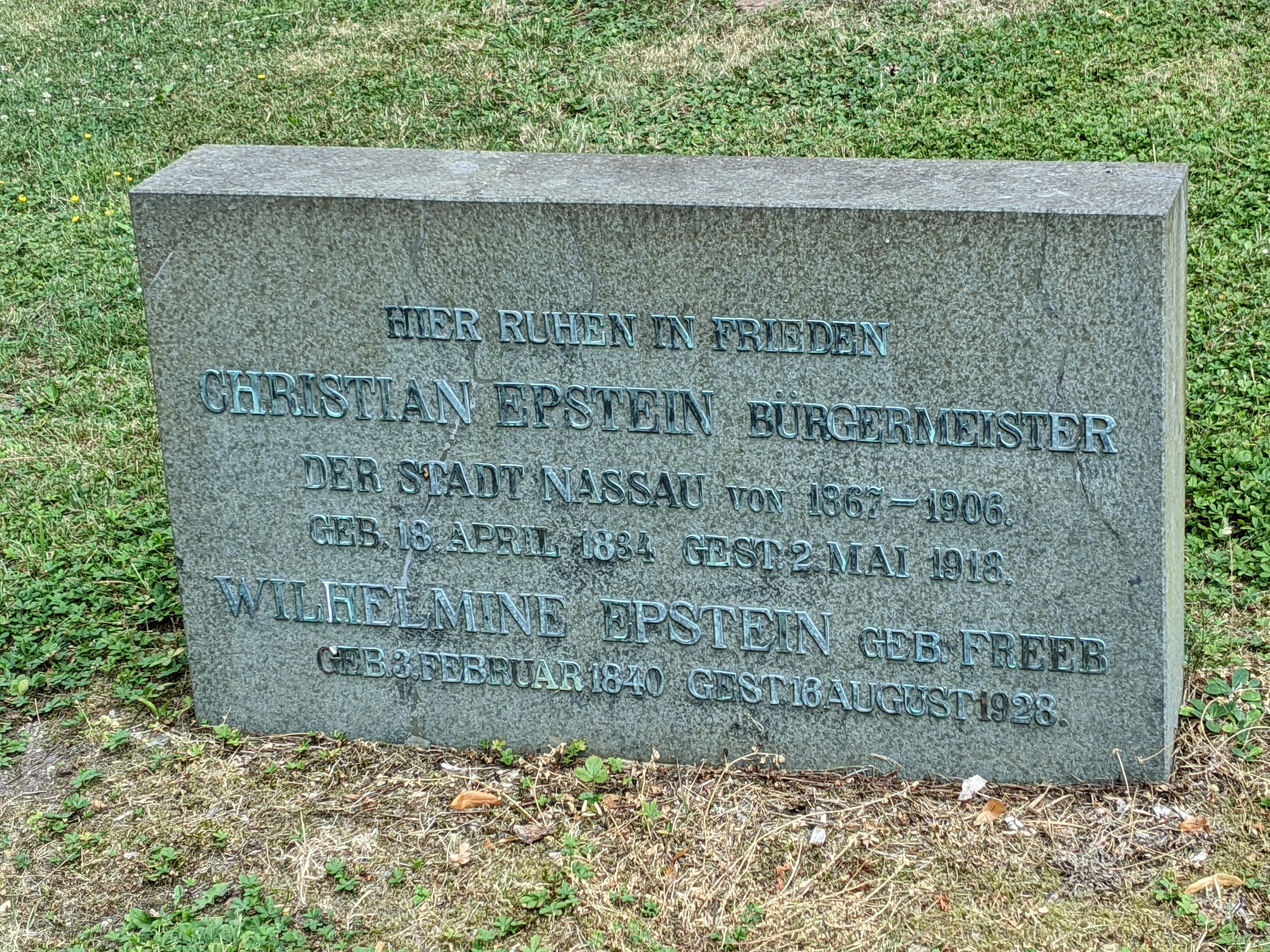
Grab von Christian Epstein

- 1945–1946: Rudolf Johannes Mackesprang[13]
- 1946–1950: Ludwig Wehnert[13]
- 1950–1974: Paul Schneider[13]
- 1974–1979: Erich Bruchhäuser[14]
- 1979–1984: Karl-Heinz Schönrock[14]
- 1984–1986: Erich Bruchhäuser[14]
- 1986–1999?: Wolfgang Knoth[14]
- 1999–2009: Herbert Baum (SPD)[15]
- 2009–2019: Armin Wenzel (CDU)[16]
- 2019–0000: Manuel Liguori (SPD)

### Wappen
| Wappen von Nassau | Blasonierung: „Geteilt von Blau und Silber, oben ein an der Teilung wachsender goldener, rotbewehrter Löwe, bestreut mit goldenen Schindeln, unten innerhalb eines silbern Bordes schwarz rautendamasziert.“ |
| Wappen von Nassau | |

### Partnerstädte
- Pontchâteau, Frankreich, seit 1975
- Nassau, Bahamas, beantragt 2024

## Wirtschaft

### Bergbau
Im 19. Jahrhundert war der Bergbau bei Nassau ein wesentlicher Wirtschaftsfaktor.

### Ansässige Unternehmen (Auswahl)
- Die Leifheit AG wurde 1959 in Nassau gegründet und hat dort ihren Unternehmenssitz.
- MEN – Metallwerk Elisenhütte, ein 1957 gegründetes Unternehmen der Rüstungsindustrie

## Kultur und Sehenswürdigkeiten

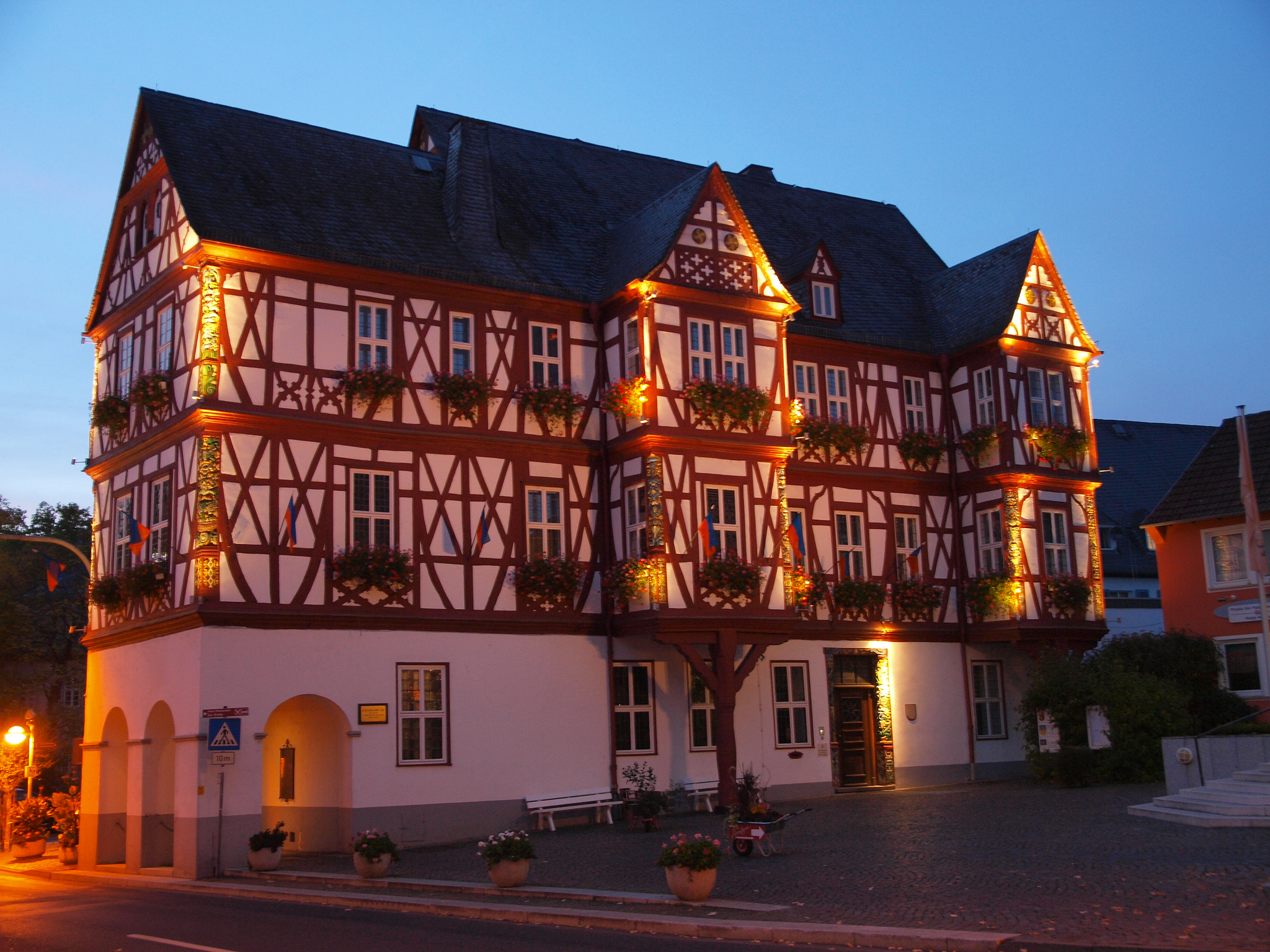
Rathaus von Nassau

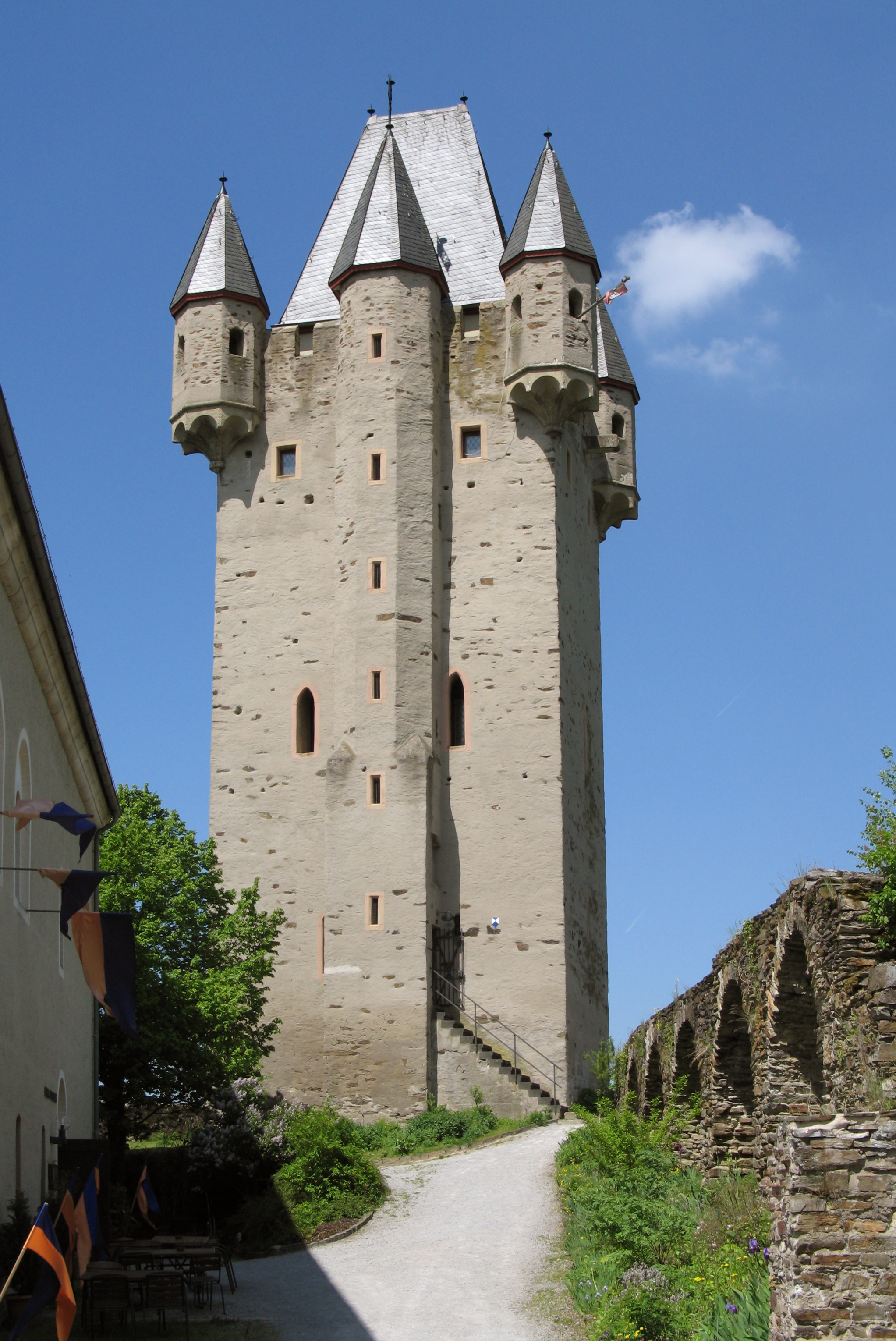
Burg Nassau

- In Nassau befindet sich, südlich der Lahn gelegen, die Burg Nassau. Sie ist der namensgebende Stammsitz der Grafen von Nassau und damit die gemeinschaftliche Stammburg des großherzoglichen Hauses von Luxemburg und des niederländischen Königshauses Oranien-Nassau aus dem Hause Nassau.
- Unterhalb der Burg Nassau befindet sich die Burgruine Stein, der Stammsitz der Herren vom und zum Stein. Die Burg wurde zu Beginn des Dreißigjährigen Kriegs verlassen und 1639 zerstört.[18]
- Auf dem Burgberg befindet sich das wiedererrichtete Freiherr-vom-Stein-Denkmal, das am 28. Juni 1953 durch den damaligen Bundespräsidenten Theodor Heuss in Anwesenheit des Ministerpräsidenten Peter Altmeier eingeweiht wurde. Das Original, 1872 von Kaiser Wilhelm I. und dessen Ehefrau, dem Kronprinzen Friedrich Wilhelm, Generalfeldmarschall von Moltke und Otto von Bismarck eingeweiht, beschädigte eine Flieger-Bombe in den beiden Großangriffen Ende des Zweiten Weltkriegs. Die Statue des Freiherrn von Stein war aus weißem Carrara-Marmor und 2,50 Meter hoch.
- Die Familie vom und zum Stein zog von der Burg Stein in den ehemaligen Zehnthof in der Nassauer Innenstadt, den sie zum Steinschen Schloss ausbaute. Hier wurde im Jahr 1757 der preußische Reformer und Minister Karl Freiherr vom und zum Stein geboren.
- In unmittelbarer Nähe des Steinschen Schlosses befindet sich das Rathaus, ein dreigeschossiger Fachwerkbau, der zwischen 1606 und 1609 als Landedelsitz für Ritter aus dem Steinschen Geschlecht erbaut wurde. Als erster Bewohner wurde ein Junker Adam vom Stein genannt, der nach dem Verlust seines Hauses infolge eines Brandes den Bau bezogen hatte. Der Junker stand in kurpfälzischen Diensten. Sein Enkel war bis 1701 der letzte Besitzer. 1701 fiel das Anwesen an seinen Verwandten Christof Albrecht Friedrich Baron von Adolzheim, einen Paten des Freiherrn vom Stein. Aus Adolzheim wurde Adelsheim. Es trägt seitdem den Namen Adelsheimer Hof. Nachdem es in der ersten Hälfte des 19. Jahrhunderts in holländischem Privatbesitz des Kaufmanns Carl Cramer war, erwarb es die Stadt Nassau im Jahre 1873 und brachte in seinem Mittelgeschoss die städtische Realschule unter. Seit 1911 ist der Adelsheimer Hof Rathaus der Stadt und war von 1972 bis 2018 Sitz der Verbandsgemeinde Nassau.[19] Seit 2019 befindet sich dort ein Bürgerbüro der Verbandsgemeinde Bad Ems-Nassau.
- Auf einem Höhenzug bei Nassau befinden sich die als Bodendenkmal eingestuften Reste der ehemaligen Burg Heidenpütz.
- Günter-Leifheit-Kulturhaus: Informationen über das Lahntal sowie individuelle Beratung zu Ausflugsangeboten und Freizeitmöglichkeiten in der Region.
- Etwa 500 m östlich der Stadt, an der Bundesstraße 417 in Richtung Nassau, befindet sich der vermutlich Ende des 18. Jahrhunderts angelegte jüdische Friedhof.

## Sport (Auswahl)
Der Verein TVB Nassau spielte mit der Tischtennis-Herrenmannschaft Ende der 1980er Jahre in der 2. Bundesliga. Heute sind die Sportler noch in der Regionalliga Südwest aktiv. Außerdem gibt es den allgemeinen Sportverein TV 1860 Nassau, der Angebote mehrerer Richtungen umfasst, wie Leichtathletik, Turnen, Gymnastik oder Präventionssport. Der Tennisverein Nassau e. V. spielte von 1999 bis 2006 in der Bundesliga und wurde bei den Herren 30+ in dieser Zeit dreimal Deutscher Meister und zweimal Deutscher Vizemeister.

## Verkehr

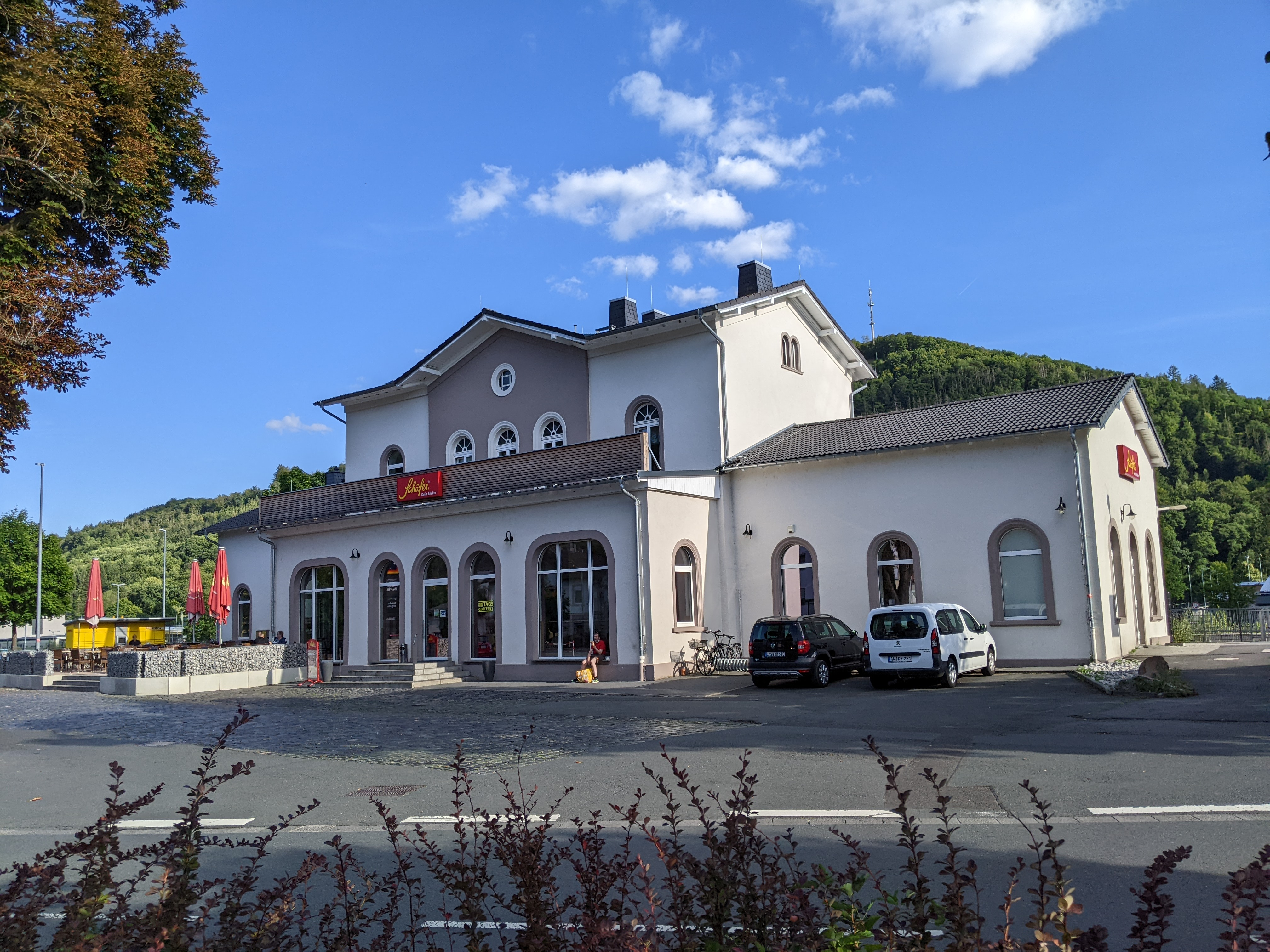
Bahnhof Nassau

Nassau hat einen Bahnhof an der Lahntalbahn, wo die Lahn-Eifel-Bahn RB23 (Limburg–Diez–Bad Ems–Koblenz–Andernach–Mendig–Mayen Ost) sowie der Lahntal-Express RE25 (Gießen–Wetzlar–Weilburg–Limburg–Bad Ems–Koblenz Hbf) der Deutschen Bahn halten. Da Nassau zum Rhein-Lahn-Kreis gehört, gilt der Tarif des VRM.

## Persönlichkeiten

### Ehrenbürger
- Bernhard Hasenclever
- Günter Leifheit (1920–2009), Unternehmer (Leifheit AG)
- Ingeborg Leifheit (1921–1999), Unternehmerin (Leifheit AG)

### Söhne und Töchter der Stadt
- Johann Conrad von Bentheim (1685–1738), Hof- und Regierungsrat
- Simon Moritz Bethmann (1687–1725), nassauischer Amtmann
- Johann Wilhelm Buderus I (1690–1753), Chef der Friedrichs-Eisenhütte, Firmengründer der Buderus-Eisengießerei
- Carl Philipp Freiherr vom Stein zu Nassau (1708–1788), Jurist, Ritterrat der Reichsritterschaft, Kurmainzischer Kammerherr
- Johann Philipp Bethmann (1715–1793), Bankier, Gründer des Bankhauses Gebrüder Bethmann in Frankfurt
- Johann Jakob Bethmann (1717–1792), Kaufmann und Reeder, Kaiserlicher Konsul in Bordeaux
- Simon Moritz Bethmann (1721–1782), Bankier und Mäzen, Mitbegründer des Bankhauses Gebrüder Bethmann in Frankfurt
- Johann Friedrich Freiherr vom und zum Stein (1749–1799), preußischer Oberst und Vizeoberjägermeister
- Marianne Freiin vom und zum Stein (1753–1831), Äbtissin des evang. Hochadligen Damenstifts Wallenstein zu Homberg/Efze
- Heinrich Friedrich Karl Reichsfreiherr vom und zum Stein (1757–1831), preußischer Minister und Reformer, Ehrenbürger der Städte Frankfurt a. Main und Bremen 1816, Berater des Zaren Alexander I.
- Johann Karl Schellenberg (1817–1893), Jurist und Mitglied des Nassauischen Kommunallandtages
- Friedrich Anton Kilp (1822–1872), Maler
- Wilhelm Schrupp (1824–1887), Politiker (Nationalliberale Partei, NLP) und Mitglied des Provinziallandtages der Provinz Hessen-Nassau
- Hans Hermann Meyer (1869–1933), Geschichtsforscher
- Arnold Rönnebeck (1885–1947), deutsch-amerikanischer Bildhauer, Lithograph und Museumsdirektor des Denver Art Museum
- Karl Lorch (1907–1940), SA-Führer und Landrat des Oberwesterwaldkreises
- Helga Robinson-Hammerstein (1938–2018), Theologin, Buchautorin, Historikerin, Professorin am Trinity College Dublin, Irland
- Waltraud Becker-Hammerstein (* 1940), Schriftstellerin und Historikerin
- Dorothee Brown (* 1941), Künstlerin und Mitbegründerin des Nassauer Künstler-Stammtisches
- Johannes Jörg (* 1941), Chefarzt der Klinik für Neurologie und Vorsitzender des Klinischen Ethik-Komitees HELIOS Klinikum Wuppertal, Buchautor
- Hans-Joachim Stamp (* 1941), Rechtsanwalt, Justizrat, Verdienstkreuz am Bande der Bundesrepublik Deutschland 2011
- Friedrich-Wilhelm Lausberg (* 1942), Professor der Helmut-Schmidt-Universität und Universität der Bundeswehr Hamburg
- Wolfgang Franz (* 1944), Volkswirt, 1997–2013 Präsident des ZEW
- Margit Sarholz (* 1959), Musikerin, Interpretin und Produzentin
- Sven Drühl (* 1968), Künstler und Kunstwissenschaftler
- Kilian Heck (* 1968), Professor für Kunstgeschichte, Kunsthistoriker
- Manuel Liguori (* 1980), Politiker (SPD), seit 2019 Stadtbürgermeister von Nassau

### Persönlichkeiten, die in Nassau gewirkt haben
- Emil Haupt (1819–1866), Medizinalaccessist, Begründer und Chefarzt der Kaltwasserheilanstalt „Bad Nassau“
- Karl Dietrich Buddeberg (1840–1909), Botaniker und Zoologe, Leiter und Schulinspektor der 1872 gegründeten Realschule in Nassau
- Constantin Fahlberg (1850–1910), Chemiker und Wissenschaftsforscher
- Alexander Freiherr von Falkenhausen (1878–1966), General der Infanterie und Widerstandskämpfer im Zweiten Weltkrieg
- Bernhard Hasenclever (1878–1964), Bürgermeister von Nassau 1906 bis 1920 und 1945
- Siegfried Martin Winter (1893–1975), Autor
- Gerda Dürrbaum (1901–1996), Künstlerin
- Karl Ferdinand Sondermann, Unternehmer (W. F. Kaiser u. Co. GmbH)
- Sybil Gräfin Schönfeldt (1927–2022), Journalistin und Schriftstellerin, verbrachte ihre frühe Kindheit in Nassau
- Karl-Heinz Schönrock (1930–2019), Kommunalpolitiker, Heimatforscher und Stadtbürgermeister (1979–1984)
- Bernhard Fucyman (1941–2015), Dozent für Systemanalyse und Programmiersprachen
- Wulf Kreidel (* 1942), Architekt, Filmemacher, Regisseur, Produzent
- Jasper von Altenbockum (* 1962), Journalist, wuchs in Nassau und Schorndorf auf